# Vườn quốc gia Capricornia Cays
Vườn quốc gia Capricornia Cays là một vườn quốc gia ở bang Queensland, (Úc), cách thành phố Brisbane 486 km về phía bắc.
Vườn quốc gia này bảo vệ 8 cồn có san hô mọc trong nhóm đảo Capricorn và Bunker của Rạn san hô Great Barrier phía nam:
- Đảo Broomfield
- Đảo Erskine
- Đảo Heron (nửa phía đông)
- Đảo Lady Musgrave - Mở cho khách tham quan, chứa được 50 người cắm trại.
- Đảo Masthead - Mở cho khách tham quan, chứa được 60 người cắm trại, tuy nhiên từ tháng 10 tới tháng 3 hàng năm, chỉ hạn chế cho 30 người, để tránh làm bể vỡ các trứng rùa biển đẻ ở đây.
- Đảo North West - Mở cho khách tham quan, chứa được 150 người cắm trại.
- Đảo Tryon - Hiện nay không cho khác tham quan vì có việc nhiễm trùng cây. Đảo này chứa được 30 người cắm trại.
- Đảo Wilson

Các đảo này là một phần của Rạn san hô Great Barrier, một di sản thế giới.

## Dữ kiện
- Diện tích: 1,78 km²
- Tọa độ địa lý: 23°14′54″N 151°46′41″Đ / 23,24833°N 151,77806°Đ
- Ngày thành lập: 1994
- Cơ quan quản lý: Queensland Parks and Wildlife Service
- Loại IUCN: II